# Battaglia di Antietam
La battaglia di Antietam (nota per le fonti confederate come battaglia di Sharpsburg) fu combattuta il 17 settembre 1862 presso Sharpsburg (Maryland) e fu parte della Campagna del Maryland.
Fu una delle più importanti battaglie della Guerra civile americana sul territorio controllato dall'Unione, con circa 3 600 vittime. Sebbene non concludente sotto un profilo tattico, essa ebbe un rilevante significato, essendo considerata con qualche generosità dagli Unionisti come una loro vittoria "parziale" e per aver fornito al Presidente Abraham Lincoln il destro per emanare il suo noto Proclama di emancipazione.
Per commemorare la battaglia è sorto il campo da battaglia nazionale di Antietam (Antietam National Battlefield).

## Preludio
L'Armata della Virginia Settentrionale del Generale confederato Robert Edward Lee - forte di 45 000 uomini - era entrata nel Maryland in seguito alla sua recente vittoria nella Seconda battaglia di Bull Run (per i Confederati "Seconda battaglia di Manassas"). La strategia di Lee era quella di rinforzarsi con nuovi rifornimenti e nuove truppe fresche (provenienti dal confinante Stato schiavista del Maryland che aveva considerevoli aliquote di simpatizzanti confederati) e di condurre una forte pressione psicologica sull'opinione pubblica del Nord.
Inoltre voleva dare una pausa dai combattimenti alle stremate campagne virginiane.
Da quanto risulta, l'impatto sociale delle azioni di Lee ebbe esiti diversi. Gli abitanti del Maryland non furono del tutto convinti dalla musica Maryland! My Maryland! suonata dalle bande dell'Armata della Virginia Settentrionale come Lee aveva sperato e la debole vittoria strategica dell'Armata del Potomac ad Antietam affievolì facilmente ogni successo che Lee avrebbe potuto conseguire nell'attirare dalla sua parte i cuori e le menti della gente del Maryland.
Mentre l'Armata del Potomac del Mag. Gen. George B. McClellan, forte di 87 000 uomini, stava muovendo per intercettare Lee, un soldato unionista scoprì una minuta dei piani dettagliati della battaglia (Ordinanza generale n. 191) di Lee entro cui erano stati avvolti tre sigari. L'Ordinanza indicava che Lee aveva suddiviso il suo esercito e che lo aveva geograficamente disperso ad Harper's Ferry (West Virginia) e Hagerstown (Maryland), rendendo ogni troncone del suo esercito soggetto ad essere isolato e più particolarmente ad essere sconfitto qualora McClellan avesse saputo muoversi abbastanza rapidamente.
McClellan attese circa 18 ore prima di decidersi a cogliere il vantaggio che l'azione di intelligence e la sua posizione gli avevano concesso, perdendo in tal modo un'occasione d'oro per sconfiggere in maniera decisiva Lee. Vi furono due ingaggi significativi nella Campagna del Maryland prima della battaglia principale di Antietam: la cattura da parte del Ten Gen. Thomas J. "Stonewall" Jackson dell'arsenale militare di Harpers Ferry e l'attacco di McClellan, attraverso le Blue Ridge Mountains, che portò alla Battaglia di South Mountain.

## Ordine di battaglia

### Unione
L'Armata del Potomac, forte di 90 000 soldati, era comandata dal popolare generale George McClellan.
Essa era divisa in 6 Corpi d'Armata; 

- I Corpo: comandato da Joseph Hooker; 

- II Corpo: comandato da Edwin V. Sumner; contava tre divisioni: la divisione Sedgwick, la divisione French e la divisione Richardson.

### Confederazione
L'Armata della Virginia Settentrionale era sicuramente composta da soldati più esperti, ma al contempo meno numerosi e peggio armati delle controparti nordiste.
Robert E. Lee diede il comando dei Corpi ai suoi generali più capaci; il tenente generale Longstreet guidava il I Corpo d'Armata e copriva il fianco destro, il tenente generale Jackson comandava il secondo e proteggeva il fianco sinistro.

- I Corpo: costituito dalla divisione Hood
- II Corpo: costituito dalla divisione McLaws e dalla divisione A.P. Hill
In aggiunta Lee poteva contare su un'ottima cavalleria, la Texas Brigade, capitanata dal leggendario J.E.B. Stuart.

## Battaglia
Esercito confederale
     Esercito unionista

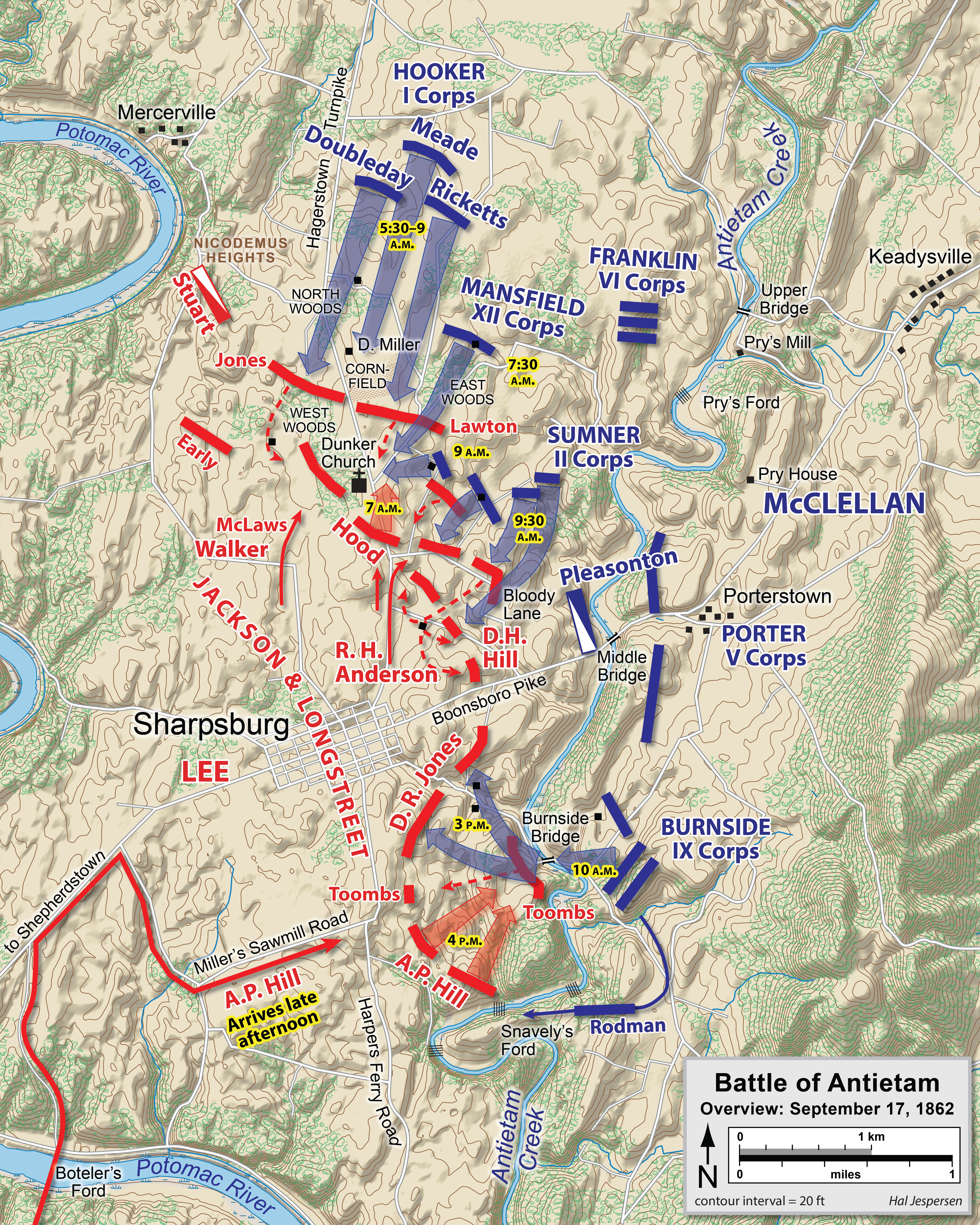
Schema della battaglia di Antietam
Esercito confederale
Esercito unionista

Nei pressi della cittadina di Sharpsburg, Lee dispiegò il suo esercito dietro il piccolo corso d'acqua chiamato Antietam (Antietam Creek), lungo una bassa cresta esistente. Jackson difese il fianco sinistro (a Nord) dello schieramento, ancorato al fiume Potomac, James Longstreet il fianco destro (a Sud), ancorato all'Antietam Creek. Questa era una posizione precaria perché le retrovie confederate erano bloccate dal fiume Potomac e solo un guado era disponibile nell'eventualità di una ritirata.
Sebbene McClellan arrivasse nell'area il 16 settembre, la sua cautela tradizionale ritardò il suo attacco a Lee, cosa che dette ai Confederati molto più tempo per preparare posizioni difensive e permise ai corpi di Longstreet di giungere da Hagerstown e ai corpi di Jackson, salvo la divisione di A.P. Hill, di arrivare da Harpers Ferry.
La sera del 16 settembre, McClellan impartì al I Corpo del Mag. Gen. Joseph Hooker, detto Fighting Joe, l'ordine di attraversare l'Antietam Creek) e di saggiare le posizioni nemiche. La divisione regolare di George G. Meade attaccò con prudenza i Confederati di John B. Hood presso la parte orientale di un bosco (East Woods). Dopo calata l'oscurità il fuoco dell'artiglieria proseguì e del pari McClellan mantenne le sue truppe in posizione. La schermaglia di East Woods servì a segnalare quali fossero le intenzioni di McClellan a Robert E. Lee che preparò le sue difese di conseguenza.
La battaglia del giorno successivo può essere essenzialmente vista come un triplice scontro: la mattinata coinvolse il lato settentrionale del campo di battaglia, la parte centrale del giorno coinvolse il centro e il pomeriggio il lato meridionale. Questa mancanza di coordinamento e di concentramento delle forze di McClellan annullò completamente il vantaggio che egli aveva - con un rapporto di forze 2:1 a favore dell'Unione - e permise a Lee di manovrare le sue forze difensive per parare ogni attacco.

### Mattinata

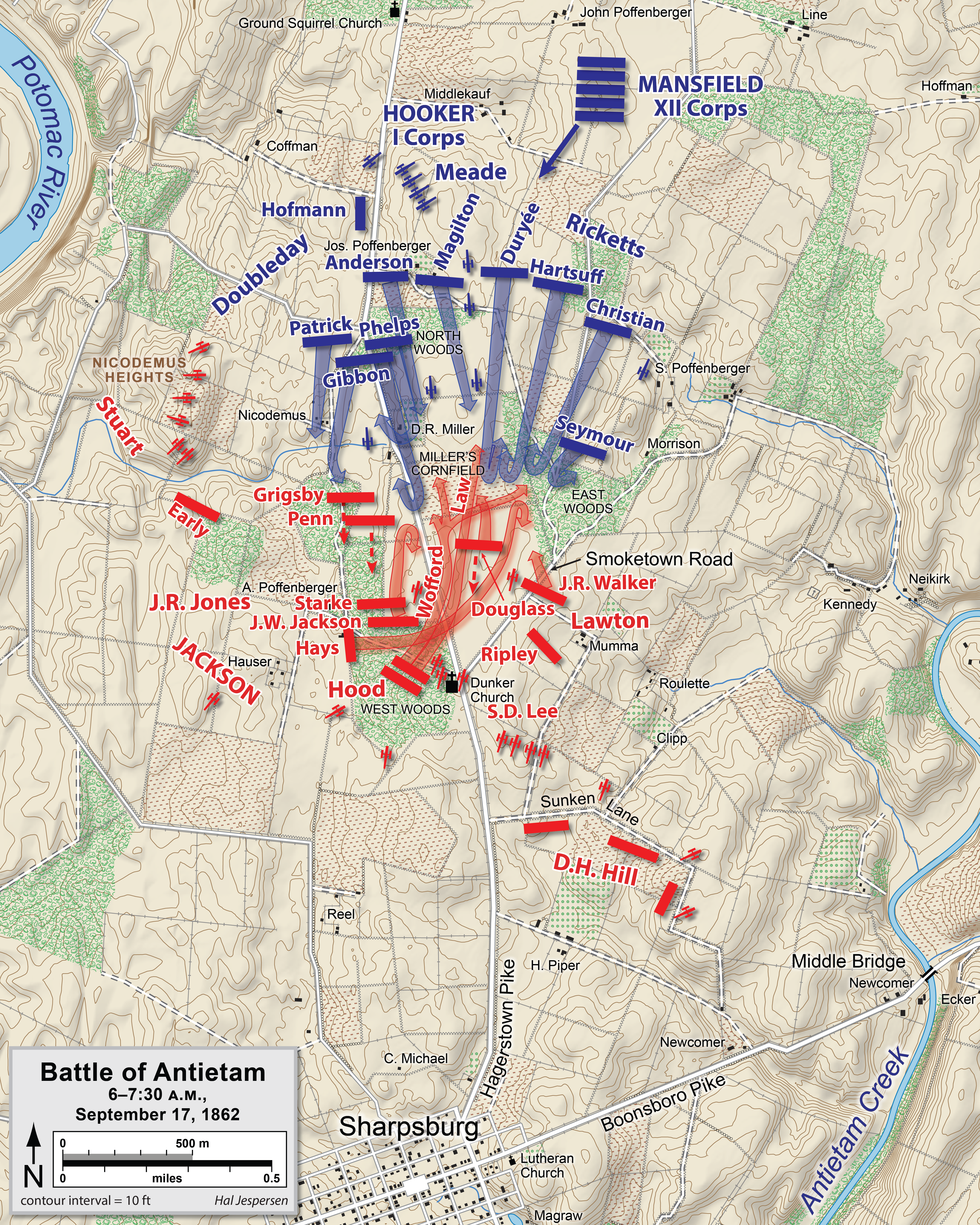
Assalto del I Corpo, dalle 5:30 alle 7:30

La battaglia cominciò il 17 settembre con un attacco al Hagerstown Turnpike da parte del I Corpo dell'Unione (Divisione Doubleday).
Hooker fece avanzare le divisioni verso le linee nemiche e presto si arrivò a un cruento e caotico scontro.
L'artiglieria di Hooker aprì il fuoco sugli uomini di Jackson attraverso un campo di granturco antistante la fattoria Miller (Miller Farm) ma l'artiglieria confederata era sopraelevata e rispose con un efficace sbarramento, ricordato come Artillery Hell. Il fuoco d'artiglieria (30 pezzi circa) e dei fucili da entrambe le parti agirono a mo' di falce, abbattendo tutti gli steli di granturco e più di 8 000 uomini su entrambi i fronti. Il rapporto di Hooker affermò: "ogni stelo di granturco a settentrione e nella gran parte del campo fu reciso altrettanto nettamente che se fosse stato usato un coltello, mentre i [Confederati] giacevano in fila esattamente come erano stati nei ranghi pochi momenti prima".
Secondo alcuni racconti, il controllo del campo di granturco passò da una mano all'altra quindici volte in quella mattinata.
Hooker stava facendo costanti progressi e la linea sudista sembrava sul punto di cedere; nel West Woods la celeberrima "Iron Division" stava mettendo in rotta i sudisti.

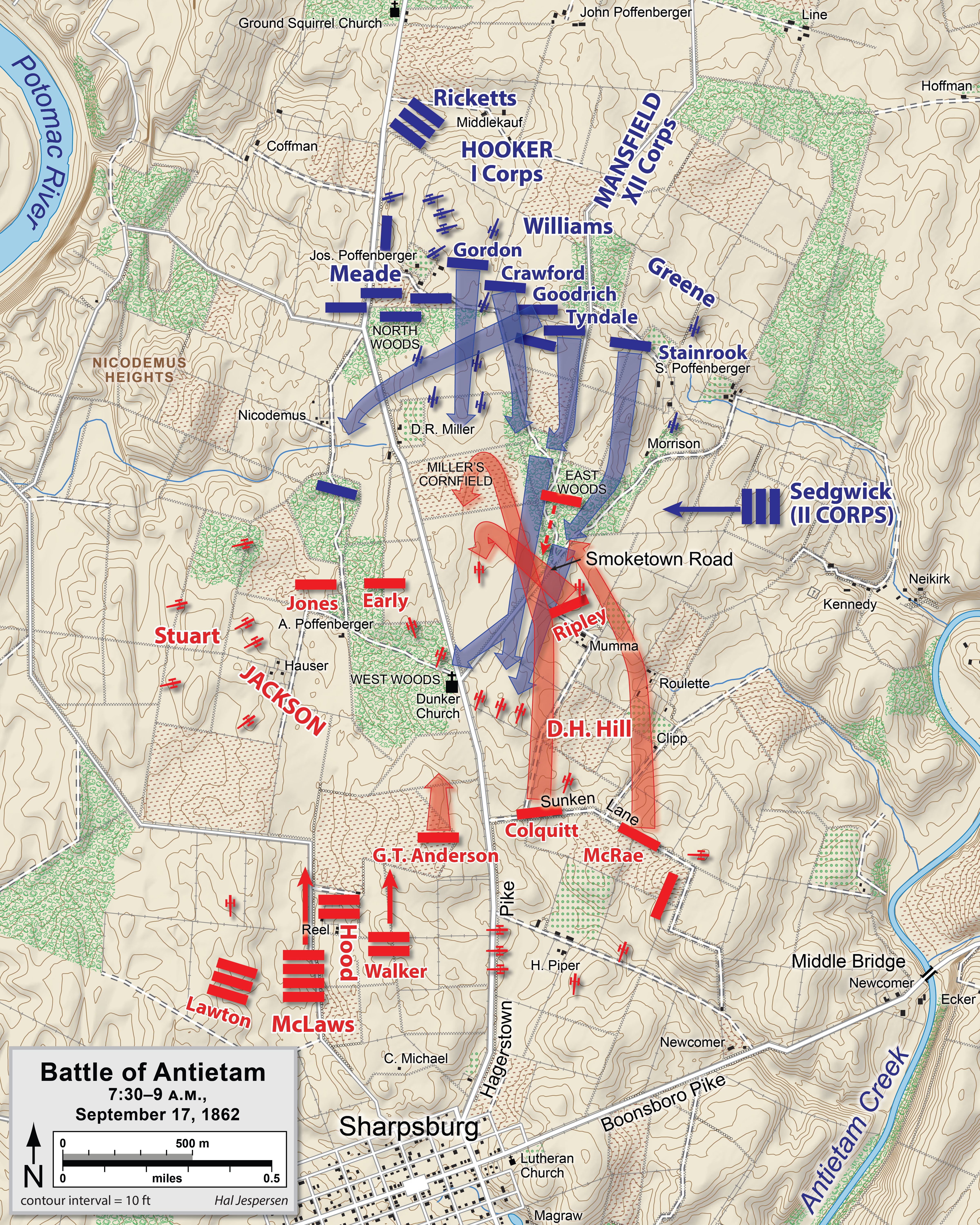
Assalto del XII Corpo, dalle 7:30 alle 9:00

Fortunatamente per Lee, la difesa di Jackson venne rafforzata alle 7 del mattino dalla divisione di John B. Hood, con i suoi Texani che attaccarono con particolare ferocia perché erano stati costretti a interrompere la loro prima colazione calda, che non avevano ricevuto da giorni.
Nonostante pesanti perdite i Texani riuscirono a travolgere i nordisti e a farli ritirare a nord del West Woods.
Furono nondimeno respinti parzialmente indietro quando il XII Corpo dell'Unione, al comando del Mag. Gen. Joseph K. Mansfield, contrattaccò. 
Le brigate del XII avanzarono a ranghi serrati, rendendosi un facile bersaglio per i cannoni nemici.
Mansfield fu ucciso nell'attacco iniziale e i suoi Corpi furono sotto un intenso fuoco attorno alla Dunker Church, una chiesetta di una piccola confessione protestante. Subito dopo Hooker fu ferito al piede e portato via dal campo. Il comando del suo I Corpo fu assunto dal Gen. Meade. Fu ferito anche James B. Ricketts, comandante di una divisione del I Corpo.
Senza un leader capace di unire il I e II Corpo, il successo locale a Dunker Church non venne sfruttato, i Nordisti erano disorganizzati e incapaci di lanciare attacchi.
Nello sforzo di aggirare il fianco sinistro dei Confederati e alleggerire la pressione degli uomini di Mansfield, il II corpo della divisione del Mag. Gen. John Sedgwick (sotto il comando del Mag. Gen. Edwin V. Sumner) avanzò verso la parte occidentale del bosco (West Woods). Da solo il II Corpo era numeroso quasi la metà dell'esercito di Lee, ma delle tre divisioni (Sedgwick, French, Richardson) due erano rimaste indietro. Sumner senza alcuna precauzione lanciò un attacco in massa della divisione Sedgwick senza aver condotto un'adeguata azione di esplorazione. I suoi uomini furono aggrediti da tre parti diverse e in meno di mezz'ora il loro impeto fu fermato con più di 2 200 perdite.
La fase mattutina si esaurì con perdite superiori ai 12 000 uomini, inclusi due comandanti di Corpo unionisti.

### Parte centrale del giorno

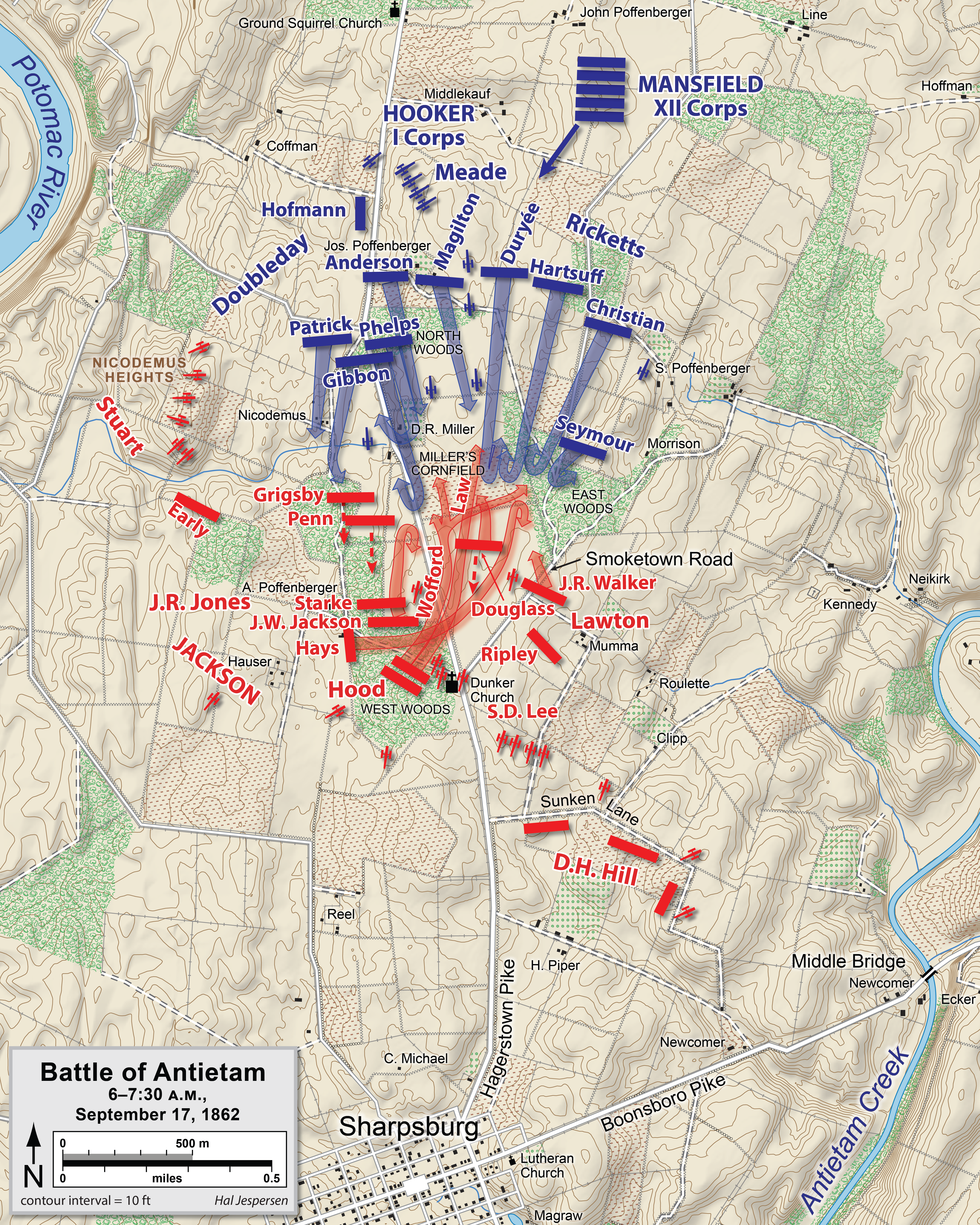
Assalto del XII e del II corpo dalle 9 alle 13

Al centro dello schieramento, un'altra divisione del Corpo di Sumner, sotto il Mag. Gen. William H. French, mosse per appoggiare Sedgwick ma imboccò una strada errata e si diresse verso Sud. Si imbatterono nella divisione confederata del Mag. Gen. Daniel H. Hill che difendeva una cresta in un viottolo infossato che, dissestato da anni di traffico di carri, aveva formato una trincea naturale; Hill venne rinforzato successivamente dalla divisione di Anderson. In una serie di quattro assalti nel giro di tre ore, gli uomini di French, assieme alla divisione del Mag. Gen. Israel B. Richardson, martellarono gli improvvisati muretti a parapetto di Hill e di Anderson.
I confederati, ben piazzati e meglio protetti, massacrarono i Nordisti in avanzata con tremende scariche di piombo.
Finalmente l'Unione fu in grado di prendere col fuoco d'infilata le linee confederate, forzandole ad arretrare. La carneficina avvenuta fra le 9,30 del mattino fino alle 13,00 di pomeriggio fecero dare al cammino in trincea il nome di "viottolo insanguinato" (Bloody Lane) dal momento che nei suoi 730 metri circa si ebbero 5 500 perdite.

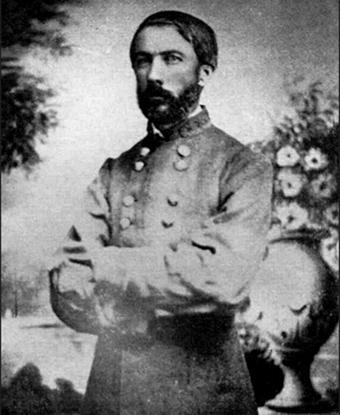
Il Mag. Gen D.H. Hill della CSA

Richardson sospinse via dalle colline a Sud della Bloody Lane i Confederati che sbandarono il centro della linea tenuto da Lee.
L'avanzata di Richardson venne ostacolata dalla potente artiglieria di Longstreet e da piccoli ma feroci contrattacchi organizzati da D.H. Hill.
Richardson venne mortalmente ferito e le divisioni si fermarono.
Il Mag. Gen. William B. Franklin del VI Corpo era pronto a sfruttare questo sfondamento ma Sumner, il comandante più anziano dei Corpi impegnati, gli ordinò di non avanzare. Franklin protestò con McClellan che cambiò la decisione di Sumner.
Un'altra unità di riserva era nei pressi del centro dello schieramento: il V Corpo al comando del Mag. Gen. Fitz John Porter. Il Mag. Gen. George Sykes, comandante della sua 2ª divisione, raccomandò anch'egli più tardi di attaccare il centro. La cosa piacque a McClellan e tuttavia si dice che Porter avesse detto a McClellan: "Ricordi, Generale, che io comando l'ultima riserva dell'ultima Armata della Repubblica". McClellan esitò e un'altra opportunità fu persa per l'Unione.

### Pomeriggio

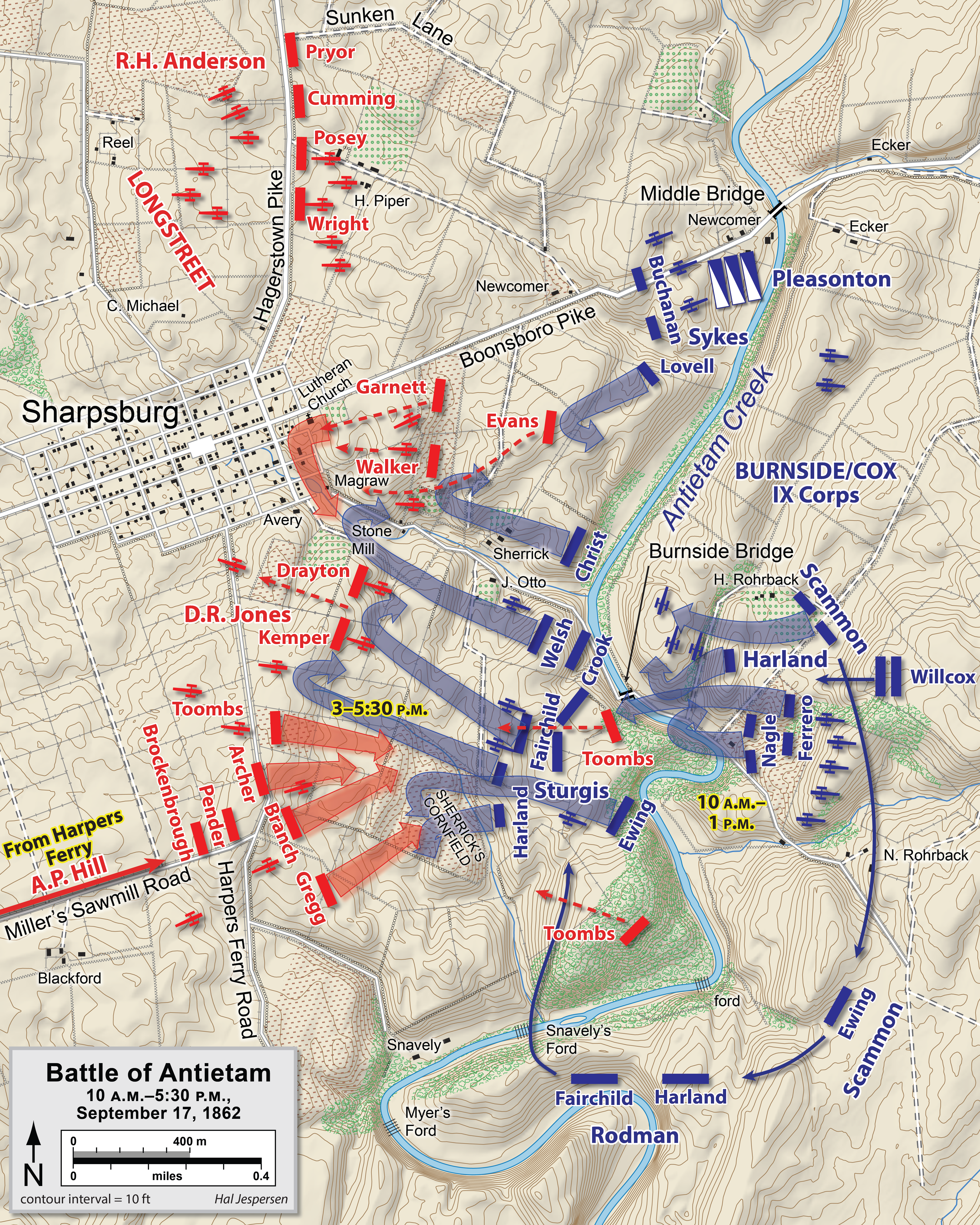
Assalto del IX corpo dalle 10 alle 16:30

A S-E della cittadina, sul fianco sinistro dell'Unione, il IX Corpo del Mag. Gen. Ambrose Burnside era stato bloccato fin dalle 9,30 del mattino dal suo tentativo di attraversare un ponte sull'Antietam Creek.
I suoi ordini erano quelli di creare un diversivo per sostenere l'attacco principale di Hooker sulla destra dello schieramento unionista, sfruttando se possibile la situazione ma gli era stato ordinato di attendere un ordine esplicito di McClellan.
Il corpo di Burnside contava quattro divisioni: la Sturgis (composta dalle brigate Nagle e Ferrero) la Rodman, la Willcox e la Scammon; la Sturgis e la Scammon si posizionarono a destra vicino al ponte, la Rodman a sinistra a un guado più a valle (Snavely's Ford) e la Willcox in riserva.
A causa dell'inadeguata esplorazione fatta, egli non si rese conto che numerosi punti di guado esistevano nelle vicinanze per far trasbordare sull'altra riva la fanteria e in più di tre ore si ebbero tre assalti da parte di Sturgis per sorpassare il ponte, poi chiamato Il ponte di Burnside.
A difesa della città era rimasta solo la divisione Jones (composta dalle brigate Toombs, Kemper e Drayton).
Tiratori scelti della Georgia della divisione di David R. Jones, sotto il comando di Robert Toombs, costituirono il primo ostacolo dell'avanzata di Burnside: in posizione sopraelevata con 12 cannoni gli uomini di Toombs potevano sparare a bruciapelo sul ponte.
I primi due attacchi da parte della brigata Crook (della divisione Scammon), poi dalla brigata Nagle, vennero fermati e i nordisti persero almeno 500 uomini tra morti e feriti.
Finalmente dopo un terzo attacco da parte dei reggimenti 51st New York e 51st Pennsylvania del brigadier generale Edward Ferrero i nordisti conquistarono il ponte.
Gli uomini di Toombs si ritirarono anche perché ormai avevano poche munizioni e rischiavano un accerchiamento da parte di Rodman che aveva finalmente attraversato il guado e si avvicinava da sud.
Le due divisioni di Burnside infine attraversarono il corso d'acqua alle 13,00 ma persero ancora un paio d'ore per radunarsi e avanzare a Ovest verso Sharpsburg e tentare così di avviluppare il fianco destro di Lee. 
Alle 15:00 a sinistra avanzò Rodman verso la Harper's Ferry Road, a destra Willcox e Scammon verso Sharpsburg e in riserva la stanca divisione Sturgis.
Burnside capì che se fosse stato in grado di conquistare la Harpers Ferry Road avrebbe tagliato la via di fuga di Lee.
Le divisioni di Burnside ingaggiarono la brigate Drayton e Kemper di D.R. Jones, che vennero spinti verso Sharpsburg, facendo rimanere solo Toombs a difendere la via di fuga.
Molti soldati di Jones, inseguiti dai militari di Willcox, si fecero prendere dal panico e scapparono nelle vie di Sharpsburg.
Sembrava che l'esercito confederato fosse ormai sul punto di crollare.
Tuttavia a quell'ora ormai avanzata la Divisione Leggera Confederata (Confederate Light Division) di Ambrose P. Hill, forte di 5 brigate, aveva da poco completato la sua marcia a tappe forzate da Harpers Ferry ed era in condizioni di respingere Burnside dando manforte a Toombs. 
I veterani di A.P. Hill spararono efficacemente alle inesperte reclute di Rodman che avanzavano allo scoperto, facendoli arretrare.
Il Brig. Gen. Isaac P. Rodman fu ferito a morte in questo attacco mentre guidava la 3ª Divisione del IX Corpo.
Questo bloccò la spinta offensiva di sinistra verso la via di fuga di Harper's Ferry e gettò nel caos un terzo del IX Corpo.
Burnside sospese l'attacco per permettere alle truppe di riposarsi e curare i numerosi feriti e per riorganizzarsi.
Anche se ci furono piccole schermaglie nella sera la battaglia era praticamente finita.
McClellan non organizzò un altro attacco e i due eserciti rimasero a fronteggiarsi: Robert E. Lee usò la Harper's Ferry Road per trasferire i suoi soldati feriti a Sud del Potomac, nella sicurezza della Virginia.

## Conseguenze

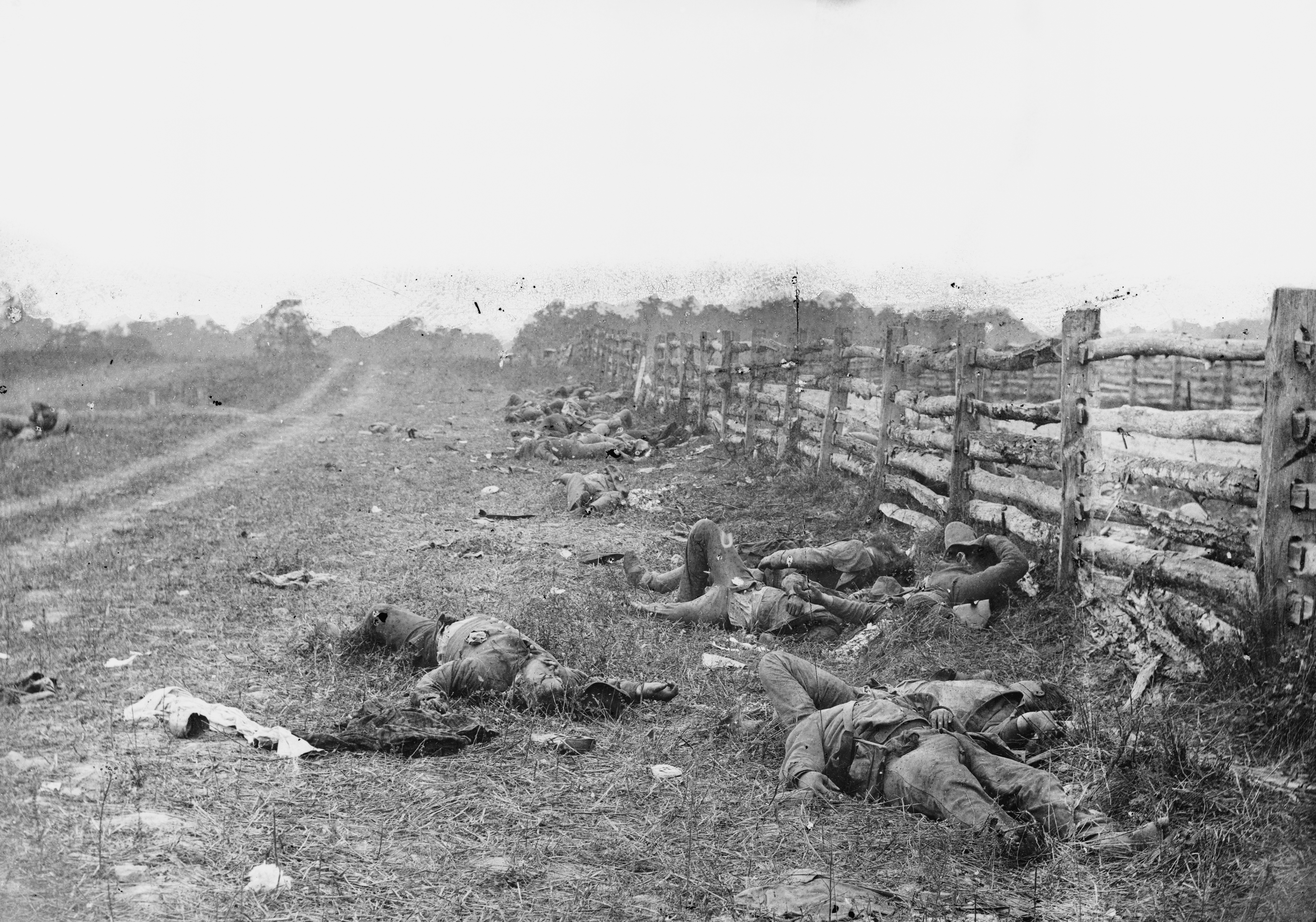
Soldati confederati della Brigata Starke della Louisiana morti ad Hagerstown Turnpike, a N della Dunker Church.

La battaglia finì alle 17,30. Le perdite per entrambi gli schieramenti furono pesanti. L'Unione ebbe 12 410 perdite con circa 2 100 caduti. Le perdite confederate furono 10 700 con circa 2 700 morti. La sera del 18 settembre, dopo una tregua perché tutte e due le parti potessero soccorrere i feriti, le forze di Lee cominciarono lentamente a ritirarsi al di là del Potomac per tornare in Virginia senza dare però l'idea di fuggire dal campo di battaglia, mostrandosi anzi per tutto il giorno sulle loro linee, quasi a sfidare ancora allo scontro le forze nordiste. Tale atteggiamento pose McClellan sulla difensiva e lo convinse dell'opportunità di non ingaggiare ancora battaglia dopo aver subito perdite tanto pesanti.
Lincoln non ebbe difficoltà a capire ben presto quanto fossero eccessive le cautele di McClellan e inconcludenti e forse addirittura incompetenti le sue azioni, tali da non aver consentito di conseguire il primario obiettivo strategico propostosi, che era quello di metter rapidamente fine alla "ribellione" confederata con una battaglia decisiva, forte del fatto che le forze unioniste erano senz'altro superiori a quelle avversarie. Il 7 novembre rilevò quindi McClellan dal suo comando dell'Armata del Potomac.

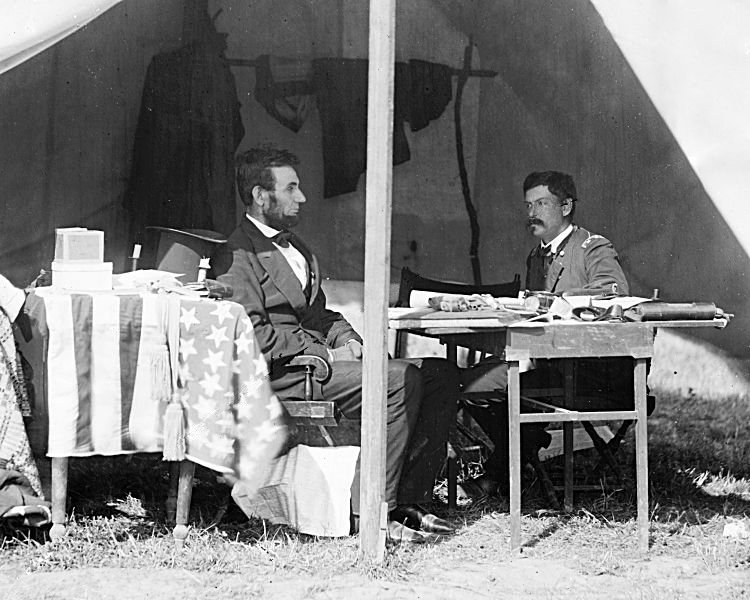
Il Presidente Lincoln e il Gen. George B. McClellan sotto la tenda del Generale presso il campo di battaglia di Antietam, 3 ottobre 1862

Alcuni studiosi di storia si pongono interrogativi circa la definizione di "vittoria strategica" dell'Unione. Dopo tutto, McClellan condusse mediocremente la Campagna militare e la battaglia stessa mentre Lee mostrò una grande capacità di comando nel condurre personalmente la battaglia contro un esercito che lo sovrastava numericamente di molto. Le perdite furono simili per entrambi, sebbene Lee avesse avuto perdite percentualmente maggiori. Lee lasciò anche per primo il campo di battaglia: cosa che tecnicamente determina la sconfitta tattica in una battaglia. Tuttavia, da un punto di vista strategico, sebbene sia stata un pareggio tattico, Antietam è considerata un punto di svolta della guerra e una vittoria per l'Unione perché pose fine alla campagna strategica di Lee (la sua prima invasione del Nord) e perché Antietam permise al Presidente Lincoln di emanare il Proclama di Emancipazione il 1º gennaio 1863. Sebbene Lincoln avesse avuto l'intenzione di far ciò prima, egli fu consigliato dal suo Gabinetto di dare l'annuncio dopo una vittoria dell'Unione per evitare che l'atto fosse percepito come un atto determinato dalla disperazione. La vittoria dell'Unione e il Proclama di Lincoln ebbe un ruolo rilevante per dissuadere i governi di Francia e Gran Bretagna dal riconoscere la Confederazione, dal momento che taluni sospettavano che ciò sarebbe avvenuto qualora vi fosse stata un'altra disfatta unionista. Quando fu emanato il Proclama di Lincoln nessun Governo ebbe più la volontà politica di opporsi agli Stati Uniti.
(James M. McPherson, Crossroads of Freedom)

## Curiosità
Alla battaglia partecipò combattendo con i confederati il padre di Oliver Hardy nella compagnia K del 16º reggimento Georgia.